# Vernee
Vernee, celým názvem Shenzhen New-Bund Network Technology Co., Ltd, byl čínský výrobce chytrých telefonů, který vznikl na začátku roku 2016. Svoji činnost ukončil pravděpodobně na začátku roku 2020. Veškeré chytré telefony Vernee používaly systém Android, všechny jsou však upraveny výrobcem a nástavba nese název VOS (Vernee Operating System).
Firma je často kritizována kvůli výrobě nekvalitních zařízení a dávání falešných slibů ohledně aktualizací systému.

## Smartphony dle roku výroby
Vernee má několik produktových řad: Thor, Apollo, Active a Mars.

### 2016
- Vernee Mars[7]
- Vernee Apollo Lite[8]
- Vernee Thor[9]
- Vernee Apollo[10]

### 2017
- Vernee Thor E[11]
- Vernee Thor Plus[12]
- Vernee Apollo X[13]
- Vernee Mix 2[14]
- Vernee Mars Pro[15]
- Vernee M5[16]
- Vernee Active[17]

### 2018
- Vernee M6[18]
- Vernee V2 Pro[19]
- Vernee T3 Pro[20]
- Vernee M7 (nešel do výroby)[21][22]
- Vernee X1[23]
- Vernee M3[24]
- Vernee M8 Pro[25]